# Ichud
Zjednoczenie Syjonistów Demokratów „Ichud” (z hebr. Jedność) – żydowska partia syjonistyczna działająca w Polsce w latach 1944–1950.

## Opis działalności partii
Była jedyną liberalną, żydowską partią polityczną działającą legalnie w powojennej Polsce. Partia popierała utworzenie w Palestynie dwóch państw: świeckiego i demokratycznego Izraela oraz arabskiego. Centrowi syjoniści optowali za równouprawnieniem dla ludności arabskiej mieszkającej w ich, nowo powołanym państwie żydowskim. W kwestiach gospodarczych wspierali rzemieślników oraz działających na niewielką skalę przedsiębiorców. Dodatkowo popierali ideę produktywizacji. Zwolennicy Ichudu doceniali starania MSZ wspierającego powstanie państwa dla Żydów, między innymi z Polski Ludowej. Jednocześnie krytykowali rząd brytyjski za niewywiązywanie się z obietnic zawartych w Deklaracji Balfoura i próby powstrzymania aliji do ówczesnej Palestyny.
Aktywiści Ichudu (jid. ichudniker, hebr. ichudnikim, pol. ichudnicy) akceptowali Tymczasowy Rząd Jedności Narodowej (władzę poddaną władzy radzieckiej) oraz popierali Blok Demokratyczny w referendum z 1946 roku i w wyborach do Sejmu Ustawodawczego w 1947 roku. W drugiej połowie lat 40 XX w. była najliczniejszą partią żydowską w Polsce. W 1947 roku posiadała około 8 tysięcy członków. Przedstawiciele Ichudu wchodzili w skład Centralnego Komitetu Żydów Polskich
Partia prowadziła w Polsce około 70 kibuców, w których przygotowywano przyszłych emigrantów do wyjazdu do Palestyny. Ichud wraz z innymi partiami syjonistycznymi organizowała nielegalne wyjazdy na te ziemie. W 1950 roku Ichud rozwiązano decyzją Rady Ministrów, kierowanej gł. przez PZPR. Większość jej członków wyjechała do Państwa Izrael.